# اچ‌ام‌اس تیورتون (۱۹۱۸)
اچ‌ام‌اس تیورتون (۱۹۱۸) (به انگلیسی: HMS Tiverton (1918)) یک کشتی بود که طول آن ۲۳۱ فوت (۷۰ متر) بود. این کشتی در سال ۱۹۱۸ ساخته شد.